# Низвержение в Мальстрём
«Низверже́ние в Мальстрём» (англ. A Descent into the Maelström) — рассказ Эдгара Аллана По о человеке, который попал в водоворот и выжил. Впервые рассказ был опубликован в 1841 году в апрельском номере журнала «Graham's Magazine». По, не укладывавшийся в сроки издателей, вынужден был поторопиться с написанием и впоследствии признавался, что концовка вышла неидеальной. Тем не менее «Низвержение в Мальстрём» был одним из первых переведён на иностранные языки. Читатели верили, что описанное в произведении произошло на самом деле, отрывок рассказа даже был перепечатан в девятом издании Encyclopædia Britannica, причём сам По при написании этого отрывка использовал материалы раннего издания той же энциклопедии.

## Сюжет
Произведение построено по схеме «рассказ в рассказе». Старик делится историей своего чудесного спасения из великого водоворота Мальстрём, после которого герой поседел в одночасье.

Он с двумя братьями владел парусным судном и зарабатывал на жизнь ловлей рыбы. Однажды в море их настиг ураган необычайной силы, а после того, как парусник едва не погиб в волнах, героя затянуло прямо в водоворот: 

Шхуна, казалось, повисла, задержанная какой-то волшебной силой, на половине своего пути в бездну, на внутренней поверхности огромной круглой воронки невероятной глубины; её совершенно гладкие стены можно было бы принять за чёрное дерево, если бы они не вращались с головокружительной быстротой и не отбрасывали от себя мерцающее, призрачное сияние лунных лучей, которые золотым потоком струились вдоль чёрных склонов, проникая далеко вглубь, в самые недра пропасти.

Рассказчику удалось спастись, так как он привязал себя к бочонку для воды, прыгнул со шхуны в воду и поэтому погружался в воронку медленнее, чем предметы сферической или любой другой формы.

## Фактологическая основа
Водоворот (точнее, система водоворотов) Мальстрём действительно существует в описанном месте и может быть опасен для парусных судов или гребной лодки, однако даже в самых неблагоприятных погодных условиях он не принимает того ужасающего вида, который описан у По (гигантской вращающейся водяной воронки с вертикальными стенками).